# Амика (Козенца)
Амика је насеље у Италији у округу Козенца, региону Калабрија.
Према процени из 2011. у насељу је живело 1403 становника. Насеље се налази на надморској висини од 36 м.